# Seitengalerie (Schiffbau)

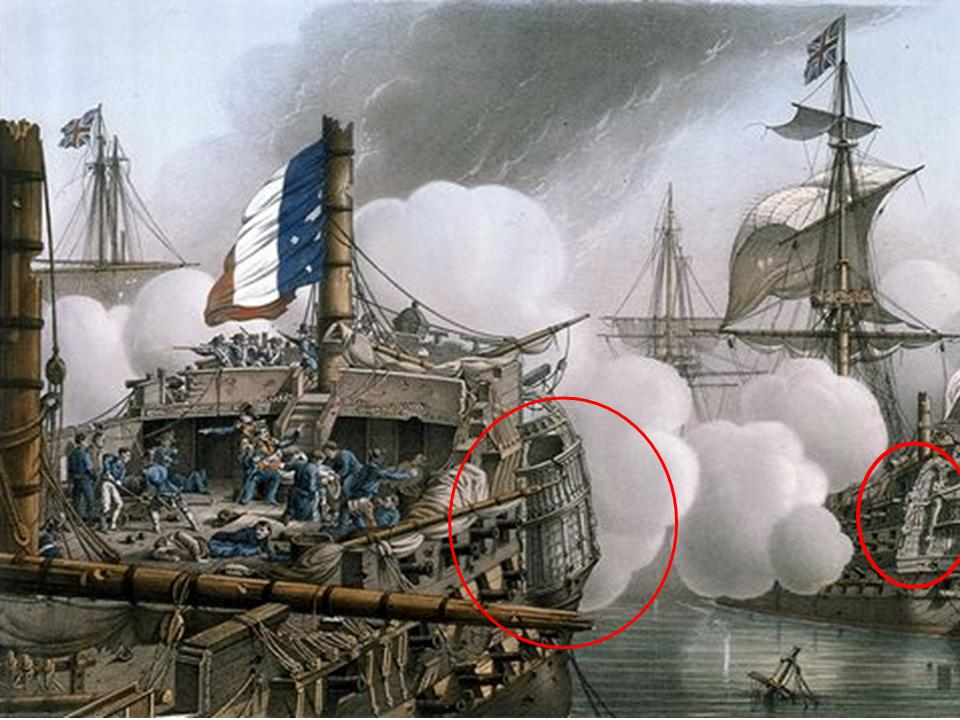
Seitengalerien am französischen Linienschiff Le Tonnant (vorne links im Bild) und einem britischen Linienschiff (hinten rechts) um 1798

Als Seitengalerie bezeichnet man einen seitlichen Anbau an einem Schiffsrumpf, der im Zeitalter der hölzernen Segelschiffe oftmals Anwendung fand und mit der Verdrängung des Heckspiegels durch Rundheckvarianten langsam wieder aus dem überwiegenden Teil des Schiffbaus verschwand.

## Geschichte

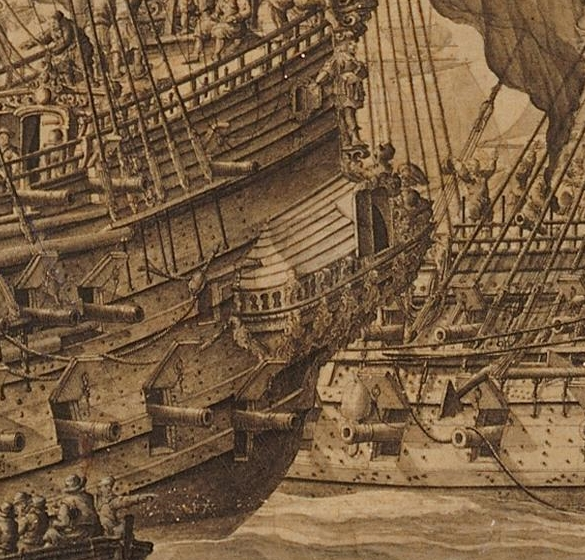
Seitengalerie am Rumpf eines niederländischen Kriegsschiffs um 1672

Mit Einführung des Heckspiegels in der Segelschifffahrt des 16. Jahrhunderts begannen Schiffbauer damit, aufwändig verzierte offene Balkone und Galerien entlang des Hecks zu konstruieren. 
Zur damaligen Zeit, zuerst auf italienischen Schiffen, repräsentierte der so verzierte Heckspiegel den Reichtum und die künstlerische Fertigkeit einer bestimmten Nation und wurde gewissermaßen zu einem nationalen Aushängeschild. Diese Art der Repräsentierung fand schnell auch Anwendung bei anderen schiffbauenden Nationen, die dem italienischen Beispiel in nichts nachstehen wollten. 

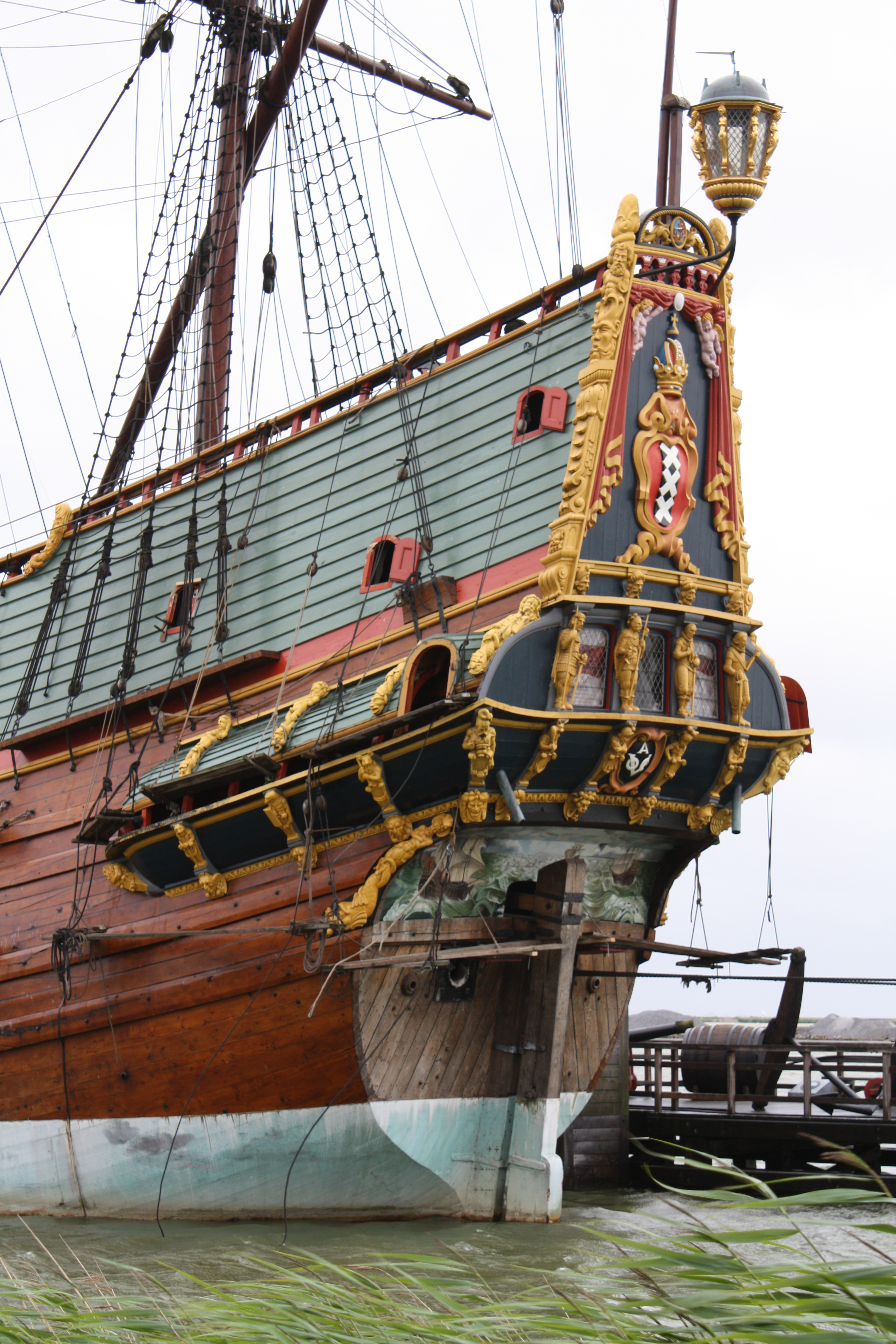
Überdachte, aber nicht ganz geschlossene Seitengalerien am Nachbau des niederländischen Ostindienfahrers Batavia (Bauart 1628)

Die Verzierungen uferten bisweilen sogar derart aus, dass gegen Ende des 16. Jahrhunderts teilweise schwere eichengeschnitzte und aufwändig verzierte, teils vergoldete Heilige, antike Götter, Putten, Embleme, Wappen, Balustraden, Girlanden, Meeresungeheuer am Heckspiegel oder in der Peripherie zu Lasten der Bewaffnung und des Schutzes des Achterschiffes angebracht wurden. Es gibt Erkenntnisse, dass einige Kapitäne diese Verzierungen nach dem Auslaufen abschlagen ließen, damit das extrem hecklastige Schiff wieder seetüchtig wurde. 
Mit Beginn des 17. Jahrhunderts wurden diese Galerien und Balkone dann überbaut und über das Heck hinaus an die hinteren Seiten des Schiffes gesetzt.
Diese wurden analog zu den Verzierungen am Heck ebenfalls sehr ausgiebig künstlerisch gestaltet, so dass sich die gesamte Heckansicht zu einem Gesamtkunstwerk vereinte.

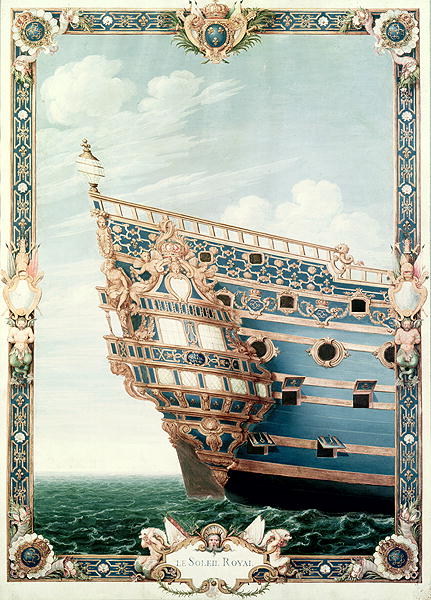
Seitengalerie der französischen Soleil Royal (1670)

Bis Mitte des 18. Jahrhunderts konnte ein gut informierter Betrachter allein anhand der Verzierungen des Heckspiegels und der Seitengalerien die Nation des Schiffes ausmachen, da sich die Konstruktionen von Nation zu Nation von Grund auf unterschieden:
England bzw. später das Königreich Großbritannien konstruierte die Seitengalerien geschlossen und in halbrundem Querschnitt. Die Konstruktion wurde dabei in der Regel mit einer oder zwei Reihen rechteckiger Fenster versehen.
Niederländische Schiffe wurden von den dortigen Schiffbauern mit lang gezogenen, stark nach außen gewölbten Seitengalerien, die meist fensterlos und recht niedrig waren, versehen. Da niederländische Schiffskonstrukteure teilweise auch in Deutschland, Dänemark, Schweden und Russland tätig waren, sind diese Seitengalerienarten auch auf Schiffen dieser Nationen vorzufinden gewesen. 
Schiffbauer aus Frankreich und Spanien schufen wiederum Seitentaschen, in die teils offene Galerien mit einem runden oder ovalen Mittelfenster integriert waren.
Ab Mitte des 18. Jahrhunderts verschmolzen die nationentypischen Formen und wichen einer Mischform, die sich überwiegend aus französisch-britischen Elementen zusammensetzte und von vielen Nationen übernommen wurde.
Der Querschnitt war dabei einem Viertel-Teilstück einer Ellipse entnommen. Die Seitengalerien konnten in der Regel je nach Größe des Schiffes ein bis drei Reihen viereckiger Fenster aufweisen. 

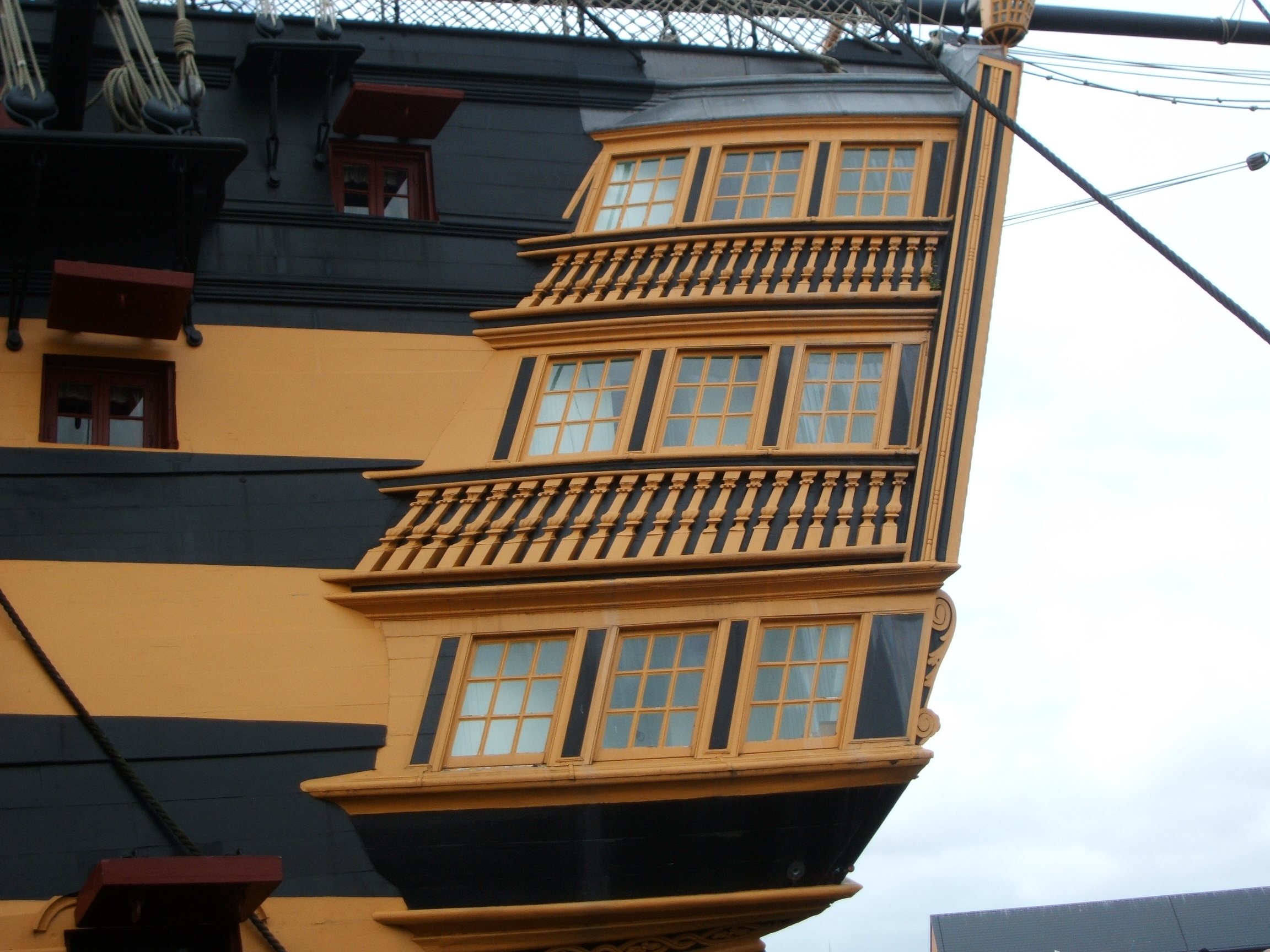
Backbord-Seitengalerie der HMS Victory

Mit dem Verschwinden des Heckspiegels ab Mitte des 19. Jahrhunderts und der Durchsetzung des Rundhecks (vgl. z. B. HMS Unicorn) verschwanden auch die Seitentaschen im Schiffbau an der überwiegenden Anzahl an Schiffen.

## Funktion

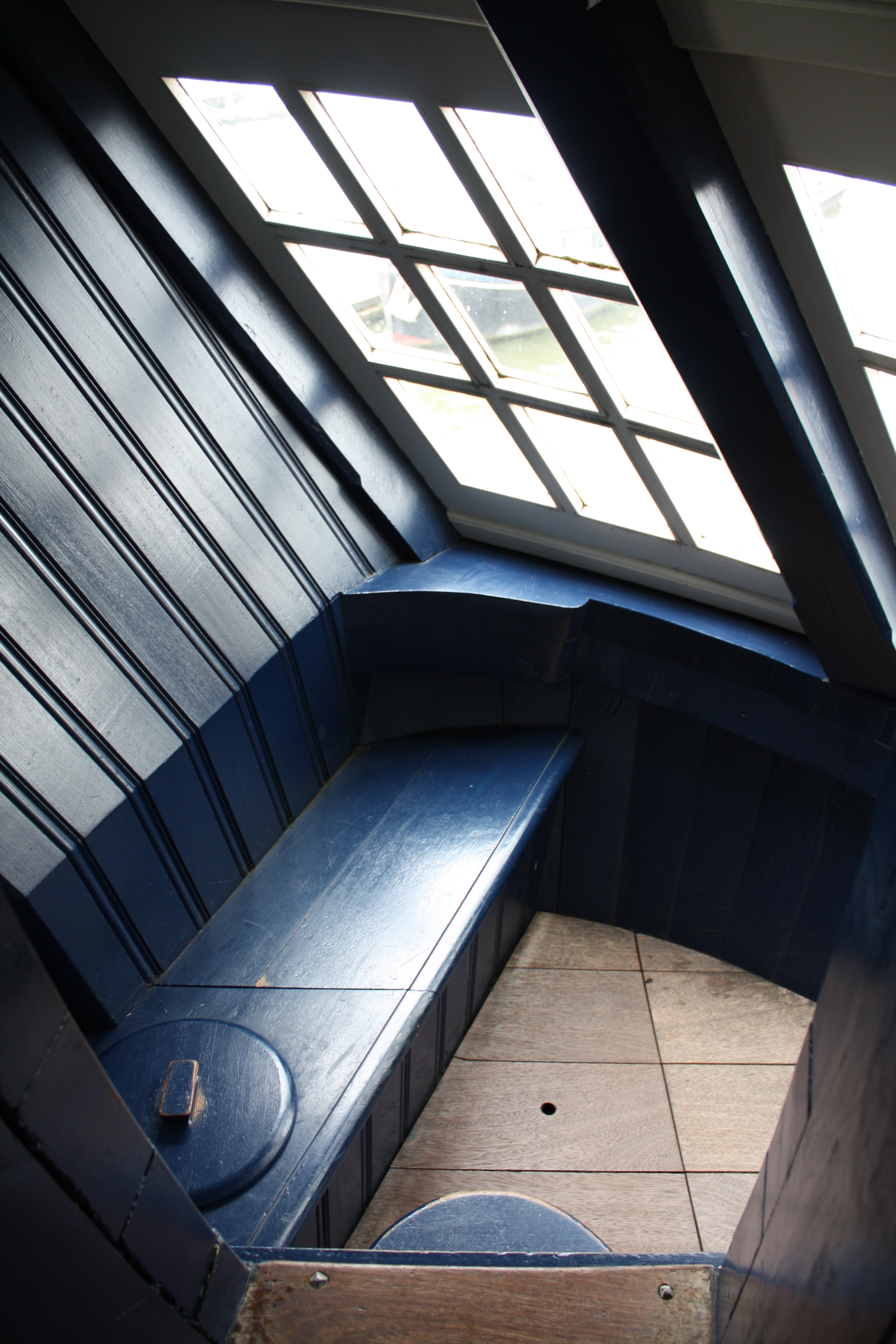
Innenansicht einer Seitengalerie mit Toilette

Seit dem Überdachen der Seitengalerien dienten diese hauptsächlich als Toilette des Kommandanten, der gehobenen Passagiere und der Offiziere. Sie konnten eine Waschgelegenheit beherbergen und waren anfangs auch Stauraum für persönliche Güter der oben genannten Personengruppe.
Auf kleineren Fahrzeugen handelte es sich oftmals um reine Attrappen, die, abgesehen von dekorativen Zwecken, keine Funktion hatten und auch nicht begehbar waren.